# Robson Matheus
Robson Matheus Tomé de Araujo Benegas, znany czasem jako Robson Bolívia (ur. 18 maja 2002 w Santa Cruz) – boliwijski piłkarz pochodzenia brazylijskiego występujący na pozycji środkowego pomocnika, reprezentant Boliwii, od 2024 roku zawodnik Always Ready.
Jego ojciec pochodzi z Brazylii, a matka z Boliwii.